# Okręg wyborczy Mackellar
Okręg wyborczy Mackellar (ang. Division of Mackellar) – jednomandatowy okręg wyborczy do Izby Reprezentantów Australii, położony w północnej części Sydney. Powstał w 1949, jego patronką jest pisarka Dorothea Mackellar.

## Lista posłów
| okres urzędowania | poseł          | przynależność                                            |
| ----------------- | -------------- | -------------------------------------------------------- |
| 1949–1977         | Bill Wentworth | Liberalna Partia Australii (1949-1977) niezależny (1977) |
| 1977–1994         | Jim Carlton    | Liberalna Partia Australii                               |
| od 1994           | Bronwyn Bishop | Liberalna Partia Australii                               |

Źródło.